# Patrick Chesnais
Patrick Chesnais (La Garenne-Colombes, 18 de março de 1947) é um ator francês.